# Коронація в Богемії

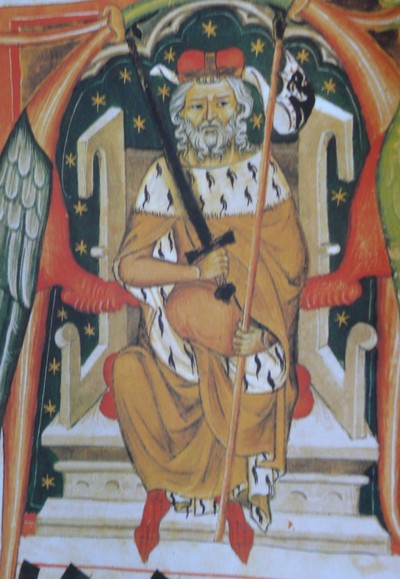
Король Вратислав І, 1085 р.

Коронація монарха Богемії або коронація короля в Чехії — урочиста церемонія зведення на трон нового короля або королеви Богемії, під час якої їх офіційно короновано, помазано та надано їм королівські клейноди, що символізувало королівську владу.
Коронація короля Богемії була державно-релігійною подією великого значення, під час якої новий монарх був помазаний святим єлеєм архієпископом Празьким під час урочистої святкової меси та увінчаний короною святого Вацлава. Коронація була символічним підтвердженням і визнанням нового суверена, його зв'язку із землею, якою він правив, а також підкреслювала духовне походження його влади. Разом з королем, як правило, вінчали також його дружину (якщо король був одружений). Якщо король одружувався після коронації, то його дружина зазвичай проходила окрему церемонію коронації.
Традиції коронації в Чехії відповідали церемоніям коронацій, що здійснювались у Священній Римській імперії та Франції, та частково в Угорщині та Англії. Як і у Франції та Англії, правління нового короля в Богемії розпочиналось одразу після смерті його попередника.
Місцем усіх коронацій був Собор Святого Віта в Празі, з часу його заснування. Особою, що здійснює коронацію був архієпископ Праги. До встановлення Празького архієпископства в 1344 році архієпископ Майнца мав право коронувати короля (і королеву) Богемії. Це право було походило від «Primas Germaniae» Священної Римської імперії.
Положення про коронацію (з усіма церемоніями, що мають бути виконані) було встановлено коронаційним приписом (лат: ordo, чеською: korunovační řád) короля Карла I.
Оскільки в Чехії коронація не була необхідною умовою (як у сусідній Угорщині) для здійснення королівського правління, то королями вважались й ті королі, які не були короновані, але правили в королівстві Богемії. Точно відомо про 6 королів, які не проходили церемонію коронації: Вацлав III (правив 1305—1306), Генріх І (1307—1310) Йосип I (правив 1705—1711), Йосип II (1780—1790), Франц Йосип I (1848—1916) та Карл III (1916—1918).

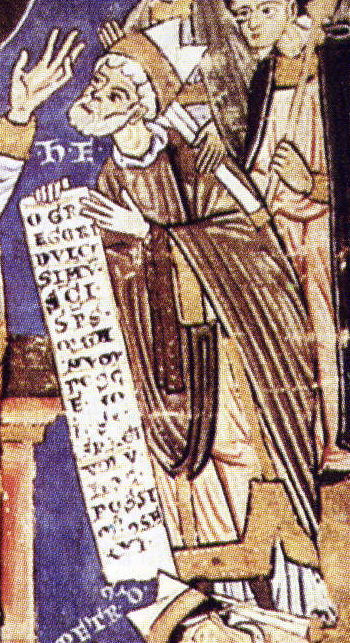
Король Владислав, 1158 р.

Король Баварії Карл Альбрехт, який ненадовго захопив Чехію під час війни за австрійську спадщину (1740—1744), був лише проголошеним королем у присутності архієпископа Праги Яна Моріца Густава в грудні 1741 р., оскільки королівські клейноди знаходились в руках імператриці Марії Терезії.
Король Фердинанд IV навпаки, фактично не правив, хоча був коронований королем Богемії під час правління свого батька Фердинанда III, однак помер в молодому віці.

## Історія
Першим королем Богемії став князь Вратислав, який отримав особистий королівський титул за військову допомогу імператору Священної Римської імперії. За ці заслуги він був коронований на зустрічі в Майнці імператором Генріхом IV 20 квітня 1085 р.
Урочиста та ретельно підготовлена коронація Вроцлава та його дружини княгині Сватави відбувся 15 червня 1085 р. в Базиліці св. Віта у Празькому граді, коли вони були увінчані королівськими коронами з рук архієпископа Тріра Егільберта.

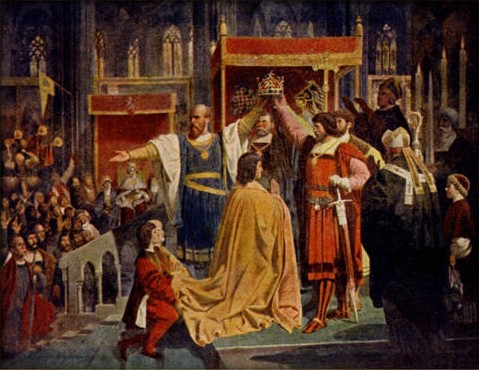
Коронація Албрехта II, 1438 р.

Другим королем Богемії став Владислав, якого 11 січня 1158 року було короновано в Регенсбурзі королівською короною. За обіцяну військову допомогу його коронував імператор Фрідріх І Барбаросса. Вдруге імператор коронував його того ж року у завойованому Мілані.
Спадкового королівського титулу домігся князь Пржемисл Отокар, якого коронували 1198 р. в Майнці. Спадковість титулу остаточно була підтверджена 1212 р. Золотою Сицилійською булою імператора Фрідріха II.
1228 року в Празі, за ініціативи короля Пржемисла Отакара, його сина Вацлава I було короновано «молодшим королем», забезпечивши таким чином престолонаступництво.
Архієпископи Майнца, до ведення яких належала Празька єпархія, мали право коронувати богемського короля (і королеву) до створення Празького архієпископства в 1344 році, після чого право коронування перейшло до Празького архієпископа.

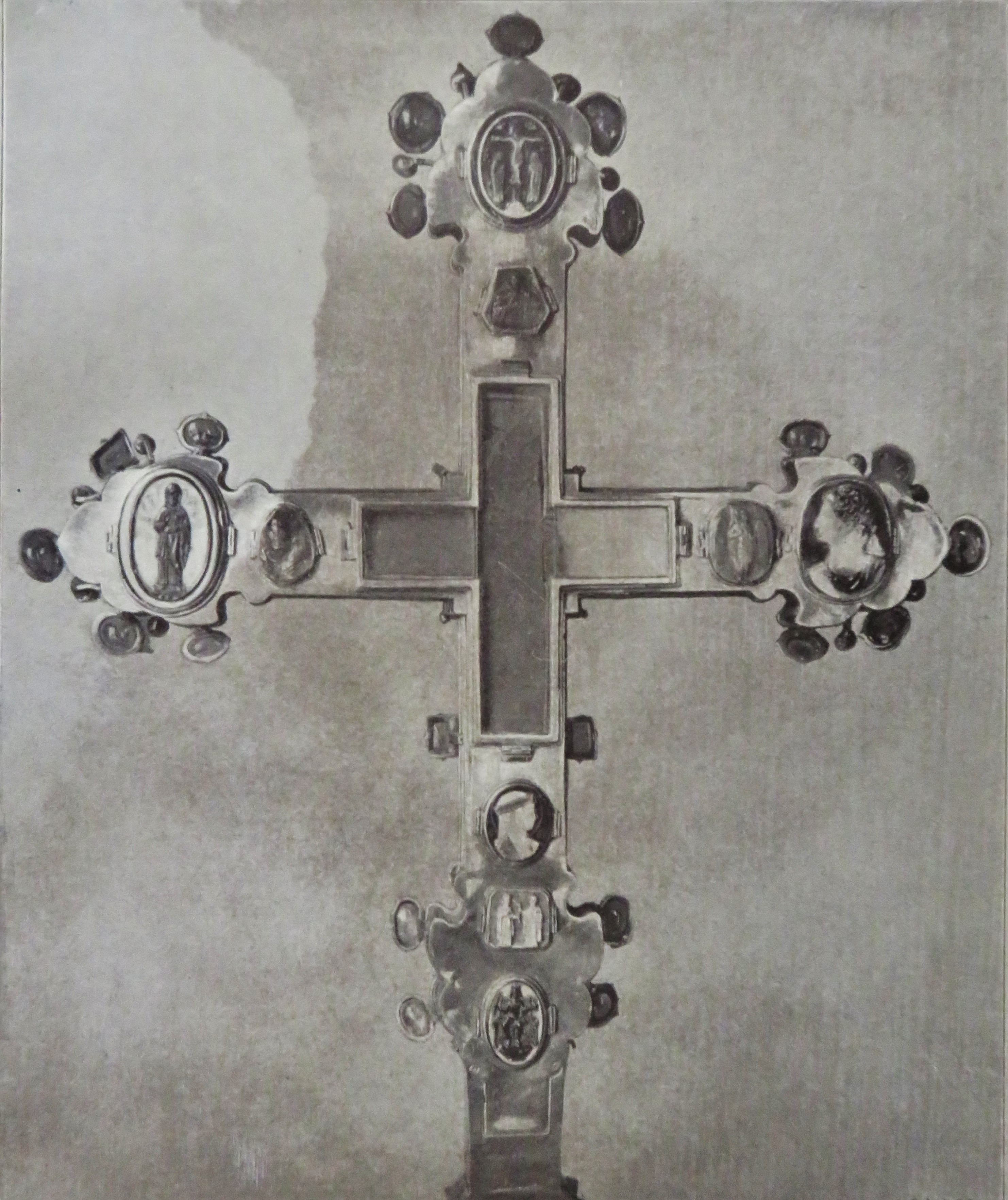
Коронаційний хрест Богемії

У Середні віки коронація мала велике значення, оскільки ті правителі, які були інтронізовані, носили титул «князь Богемії», а ті, що пройшли коронацію титулувались «королем Богемії». Коронація проводилася незабаром після початку правління нового короля. Проте, за часів спадкової монархії коронація не була обов'язковою умовою титулування й правління короля в Чехії. Тому деякі монархи титулувались королями й правили без самої церемонії коронації.
Починаючи з 1228 р. Собор Святого Віта був коронаційною церквою для всіх наступних королів. Монархи Богемії були увінчані короною святого Вацлава та освячені королівськими клейнодами, серед яких митра та спис (символи святого Вацлава) були особливими саме для богемських коронацій.
Абатеса монастиря Святого Георгія традиційно мала привілей коронувати дружину короля Богемії. У 1791 році право коронування королеви Богемії було передано ігумені сусіднього Терезіанського інституту шляхетних дам (посада, яку завжди займала ерцгерцогиня Австрії).
Марія Терезія була єдиною жінкою-монархом Богемії, і вона була коронована як «король Богемії», щоб підкреслити, що вона була монархом, а не дружиною монарха.
Існували також випадки, коли королем Богемії коронували спадкоємця престолу при живому королі.
Необхідність додаткової гарантії для забезпечення переходу корони до свого спадкоємця, незважаючи на дію Золотої Сицилійської були, вже була зроблена Пржемислом Отакаром, який 1216 р. скликав велике зібрання шляхти, де у присутності свого брата Владислава підтвердив право свого сина на трон. 6 лютого 1228 р. у Празькому соборі він був коронований архієпископом Зігфрідом Майнцьким як молодший король (iunior rex Boemorum).
Звичай коронування наступника за життя нинішнього короля був поширеною практикою в Середні віки в сусідній Угорщині, Капетинській Франції чи Англії Плантагенетів. Останні Пржемисліди вже не коронували своїх наступників, і лише Карл Люксембург повернувся до цієї практики, коли 1363 року він коронував свого дворічного сина Вацлава.
1509 року король Володислав II Ягеллончик коронував свого п'ятирічного сина Людовика. Королі з будинку Габсбурґів продовжували цю традицію. У 1562 році, за життя Фердинанда I, його син Максиміліан та його дружина Марія були короновані. Король Максиміліан коронував свого сина Рудольфа за рік до смерті. Ще за життя короля Матвія Габсбурґа в 1617 році його наступник і двоюрідний брат Фердинанд II був також коронований. Після поразки повстання чеських станів та прийняття оновленого земельного устрою Габсбурґи продовжували коронувати наступників як гарантію правонаступництва від неприйняття наступника після смерті короля. Однак коронований наступник підписував відмову від влади в країні, поки був живий його батько. Коронація спадкоємця за життя його батька проводилася для королів: Фердинанда III, Фердинанда IV і Леопольда I. Він став останнім королем, коронованим за життя свого попередника.
Новий земський устрій (1627 р.) закріпив спадковість королівського титулу в Богемії за династією Габсбурґів. З моменту прийняття Прагматичної санкції 1713 р., новий монарх автоматично став королем відповідно до правонаступництва після смерті свого попередника, тим самим усунувши необхідність коронації.
В XIX ст. чеські патріоти обстоювали ідею обов'язковості коронації. Історик і правник Йожеф Калоусек обґрунтовував значення коронації наступним чином:
- Коронація — це вияв стану, коли новий монарх сходить на престол не лише за правонаступництвом, а й за згодою нації.
- Коронація підкреслювала єдність та цілісність всіх земель Богемської корони шляхом прийняття присяги на служіння процвітання цих земель.
- Коронація є проявом державного суверенітету земель чеської корони. Коронація мала довести, що в цій новій державі (Австро-Угорщині) зберігаються права Чеського королівства, нарівні з сусідніми країнами, як суверенної держави.

Останнім королем Богемії, якого було короновано, став імператор Австрії Фердинанд I (Фердинанд V як король Богемії — 7 вересня 1836 р.) та його дружина королева Марія Анна (12 вересня 1836 р.).

## Церемонія
Коронаційні традиції беруть свій початок у Середньовіччі, а основним елементом коронації була урочиста Меса (служба Божа), під час якої новий король у соборі Святого Віта, отримує помазання освяченими миром та клейноди королівської влади. Хід королівської коронації прописаний уставом про коронацію Карла I, який був розроблений переважно з правил коронації в Священній Римській імперії, збагаченій старочеськими елементами часів Пржемислідівських королів і додатково містять елементи французьких правил коронації 1328 р.
Головною коштовністю коронаційних клейнодів є корона Святого Вацлава. Вона надягалась королю лише в день коронації і мала бути повернена до скарбниці того ж вечора. Починаючи з 1347 року, коронація завжди проводилася короною Святого Вацлава. До того часу королів увінчували різними коронами, які не збереглися.
Також коронаційними клейнодами були королівська куля (яблуко) та королівський жезл (скіпетр), які були створені в епоху Відродження, скіпетр 1533 р., а куля 1527 р. Наймолодшою з коронаційних клейнодів є коронаційна мантія з горностая, виготовлена 1617 р. для короля Фердинанда II, і з того часу її використовували для всіх коронацій.
Інші предмети, що використовуються для церемоній коронації королів Богемії, належать до скарбів Святого Віта. Ці предмети включають коронаційний перстень, меч Святого Вацлава, який є найдавнішою частиною коронаційних коштовностей, та коронаційний хрест, який є найціннішою частиною скарбу святого Віта.
Коронаційний одяг короля, як й інші предмети коронації, був унормований Уставом про коронацію. Усі шати були зроблені так, щоб їх можна було розстібнути на плечах і руках, щоб мати змогу зробити помазання святим миром. Нижній шар утворювали довгі ризи. Над ними одягали коронаційний плащ з горностаєвим коміром і довгими полами. На плечах у короля була королівська стола. Ризи і стола були підв'язані паском. Було також спеціальне королівське взуття та довгі шовкові панчохи.
Архієпископ Майнца був особою, уповноваженою помазувати і коронувати богемського короля та його дружину, доки Празька єпархія не була підвищена до архієпископства в 1344 році.
Цей привілей був офіційно підтверджений для празького митрополита (архієпископа) 5 травня 1344 року Папою Римським Климентом VI.
В Правилах коронації описуються як встановлені молитви, так і перелік та послідовність дій, які виконувались під час коронації. Устав про коронацію Карла залишався в силі до ліквідації монархії в 1918 р. Найбільшою зміною після 1627 р. стала присяга щодо підтримання Оновленого земельного устрою.
Крім того, деякі середньовічні церемонії були скасовані, наприклад, візит до Вишеграда напередодні коронації, а проведення Зборів (омажу) відбувалося за день до коронації, на відміну від попереднього проведення, після коронації.
Згодом мова коронації, коронаційні тексти та деякі формулювання також змінилися. Замість давньочеської, яку використовували з перших коронацій, поступово почала переважати німецька; яку потім частково доповнювали дедалі довшими й довшими чеськими уривками (однак це вже були переклади з німецької).

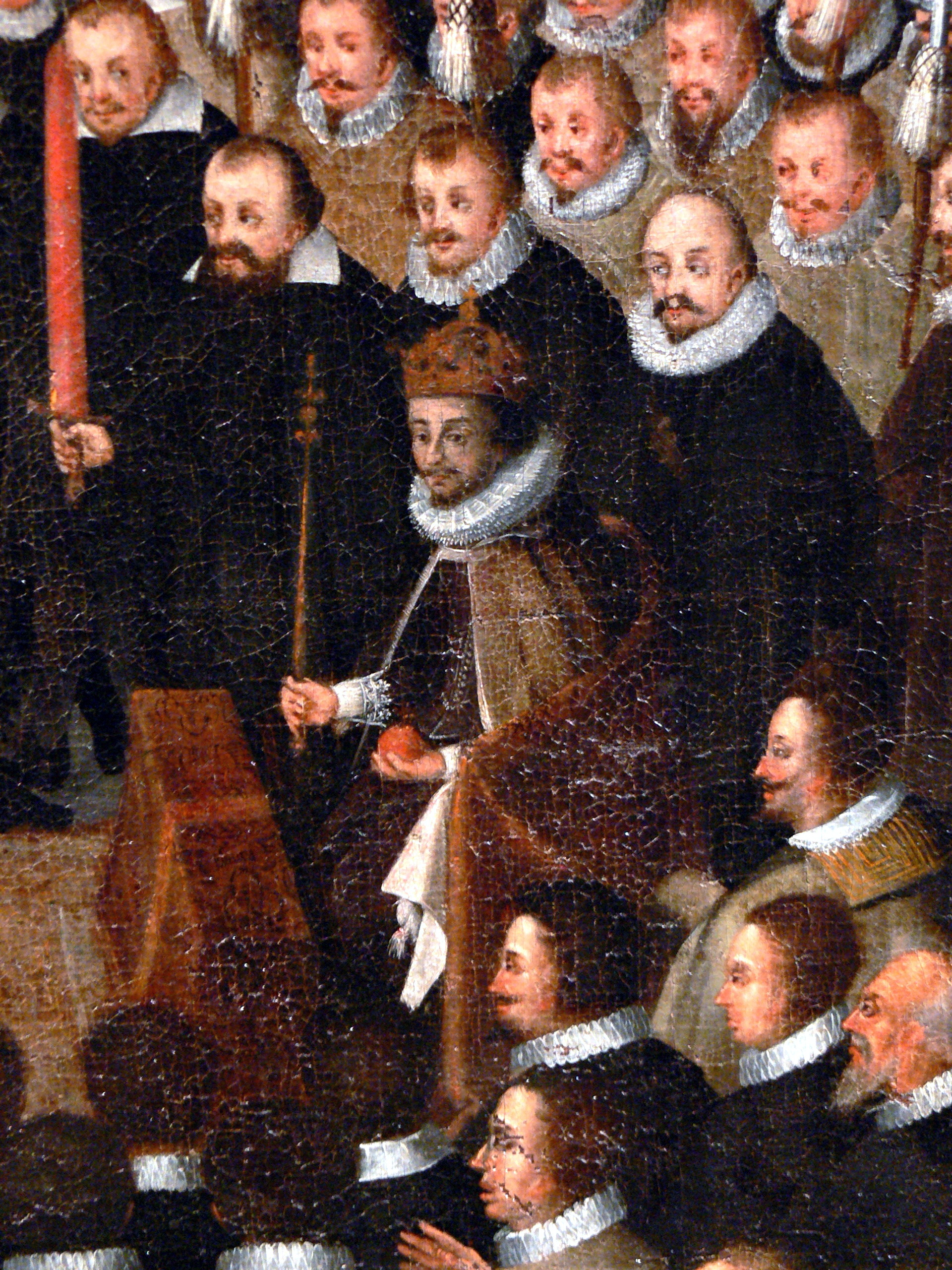
Коронація Фридріха І (1620)

У день коронації в Празі з самого ранку лунали дзвони та били гармати. Коронна хода йшла від королівського палацу до Собору, куди входили через Золоті ворота. Архієпископ разом з іншими духовними сановниками вже чекав біля входу. Король поцілував золотий коронаційний хрест, який тримав архієпископ. Потім король у супроводі кількох найвищих сановників входив до каплиці Св. Вацлава, де він молився і був одягнений у коронаційні шати. Потім у супроводі церковних та світських сановників він йшов до головного вівтаря, щоб пройти церемонії коронації. Зупинка в каплиці Святого Вацлава не входила до Уставу про коронацію Карла. Першим монархом, який запровадив цю традицію, був Максиміліан I у 1562 р.
1620 р. під час коронації короля-протестанта Фридріха та його дружини королеви Єлизавети Стюарт католицьку коронаційну месу замінили читанням Святого Письма та довгою проповіддю, вкрапленою молитвами. Після цього король прийняв присягу (прочитану верховним бургграфом). Після прийняття присяги короля і королеву помазали святим миром, а найвищі провінційні сановники вручили королівські клейноди. Корона була покладена на королівську голову Іржі Дікастом Мірковським (адміністратором нижчої консисторії) та Яном Кирилом Тржебським (старшим з Єдності братів), які представляли духовенство, і Вілемом Старшим Лобковиць (верховним судовим магістром) та Богухвальдом Беркою з Дуби (верховний бургграф), що представляли світську державу. В кінці церемонії було урочисто виконано Te Deum.
Архієпископу Празькому в церемонії допомагали: Єпископ Брно, Єпископ Будейовіци, Вроцлавський єпископ, Оломоуцький єпископ та єпископ Літомержици.
В коронації короля та королеви також брала участь княгиня-ігуменя монастиря св. Георгія, а в 1792 р. її замінила ерцкнягиня-ігуменя Терезіанського інституту шляхетних пань.
На церемонії коронації короля, королева, разом з членами королівської родини та найважливішими гостями, розміщались в спеціальній ложі. Під співи церковного хору король, у супроводі єпископів Будейовіци і Брно (які були помічниками архієпископа) йшов до головного вівтаря, де був встановлений коронаційний трон з навісом. Біля престолу король ставав на коліна обличчям до головного вівтаря, де були виставлені коронні клейноди.
Церемонія розпочалася з представлення короля архієпископу через єпископа Будейовіци, який також (чеською мовою) представив короля і попросив архієпископа здійснити коронацію.
Погодившись на коронацію, архієпископ доручав королю його посаду та обов'язки. Потім присутні стали на коліна з молитвою, а король сідав на престол. Після молитви король вставав з трону на вівтарні сходинки. Після цього він складав присягу, обіцяючи захищати Церкву та віру, королівство і своїх підданих.
Роблячи це король клав руки на відкрите Євангеліє. Після складання церковної присяги настала черга світської присяги, складеної для підтвердження непорушності Оновленого земського уставу, підтвердження привілеїв та прав, що давалась Високому бургграфу Чеському.

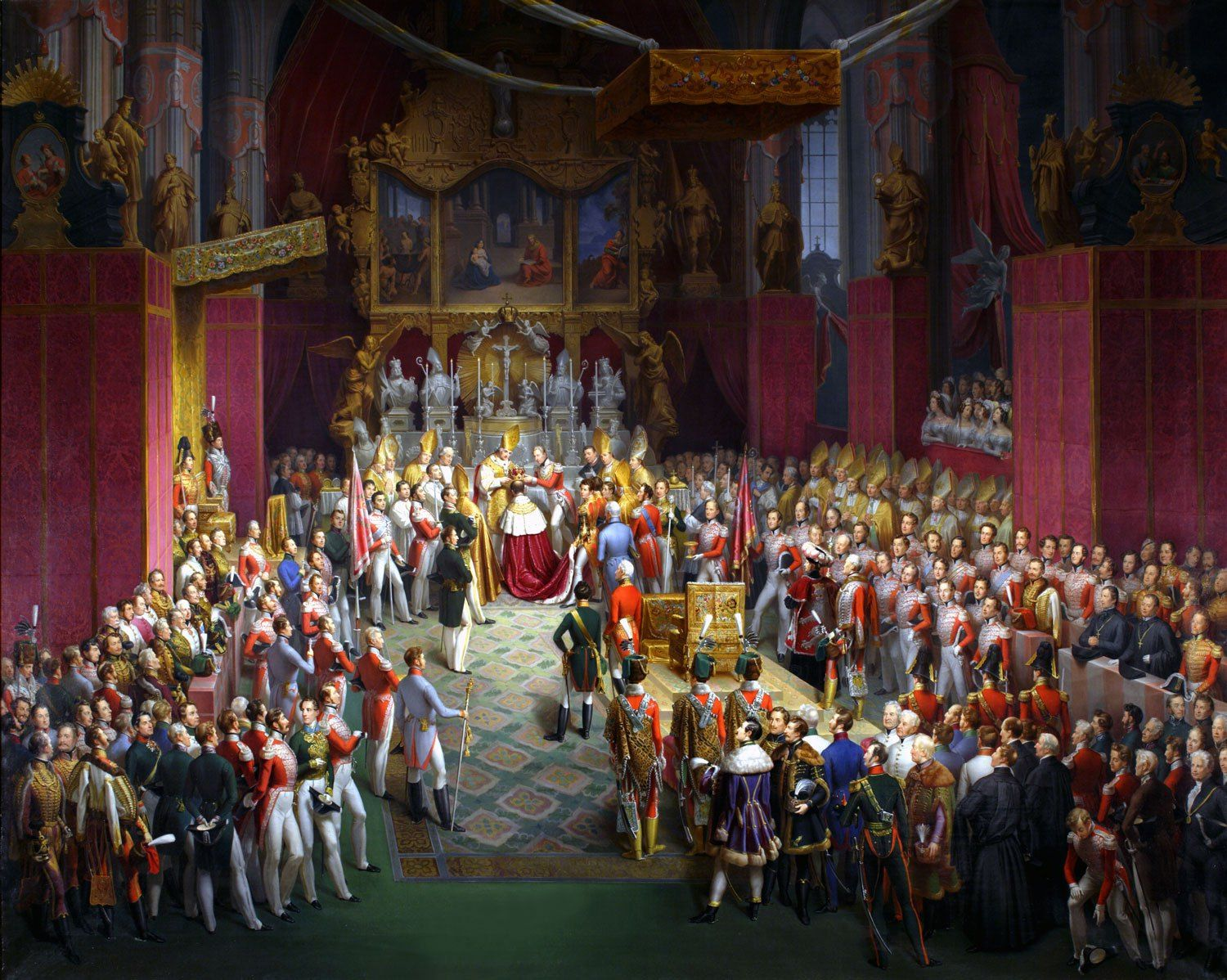
Коронація Фердинанда V, 1836 р.

Згодом земельні палати і верховний судовий господар послабили коронаційні шати на плечах короля, і архієпископ помазав царя святими оліями на плечах і між його лопатками і благословив його (у середньовіччі архієпископ помазав голову і груди короля). Згодом король пішов до вівтаря, де його олії висушили, а коронаційні шати відрегулювали. Тоді архієпископ благословив меч святого Вацлава, тоді як цар був підперезаний мечем.
На останніх словах присяги король знову клав руки на Євангеліє і цілував коронаційний хрест.
Після цього голова Палати Земель і Верховний магістр послаблювали коронаційні шати на плечах короля, а архієпископ помазував його святим миром на плечах і шию) і благословляв його (у Середньовіччі архієпископ помазував голову і груди короля). Він вставав і йшов до вівтаря, де архієпископ благословляв меч Святого Вацлава, яким король був підперезаний «щоб захищати закон, карати за несправедливість, захищати Божу церкву та її вірних людей, захищати вдів та сиріт та боролася проти ворогів…»
Король передав меч найвищому земському маршалу, а найвищий земський камергер відстібав королівський пасок з піхвами. Після цього архієпископ благословляв коронаційний перстень, під час якого він одягав його на палець короля.
Потім благословляли королівські скіпетр і кулю. Архієпископ давав королю кулю в ліву руку і скіпетр у праву, промовляючи: «Візьми жезл сили та права, яким ти пізнаєш, що обраний собою, щоб порадувати добрих людей, налякати нечестивих, показати шлях блукаючих, потиснути руку занепалим, розсіяти гордих; і нехай наш Господь Ісус Христос відчинить двері тобі…»

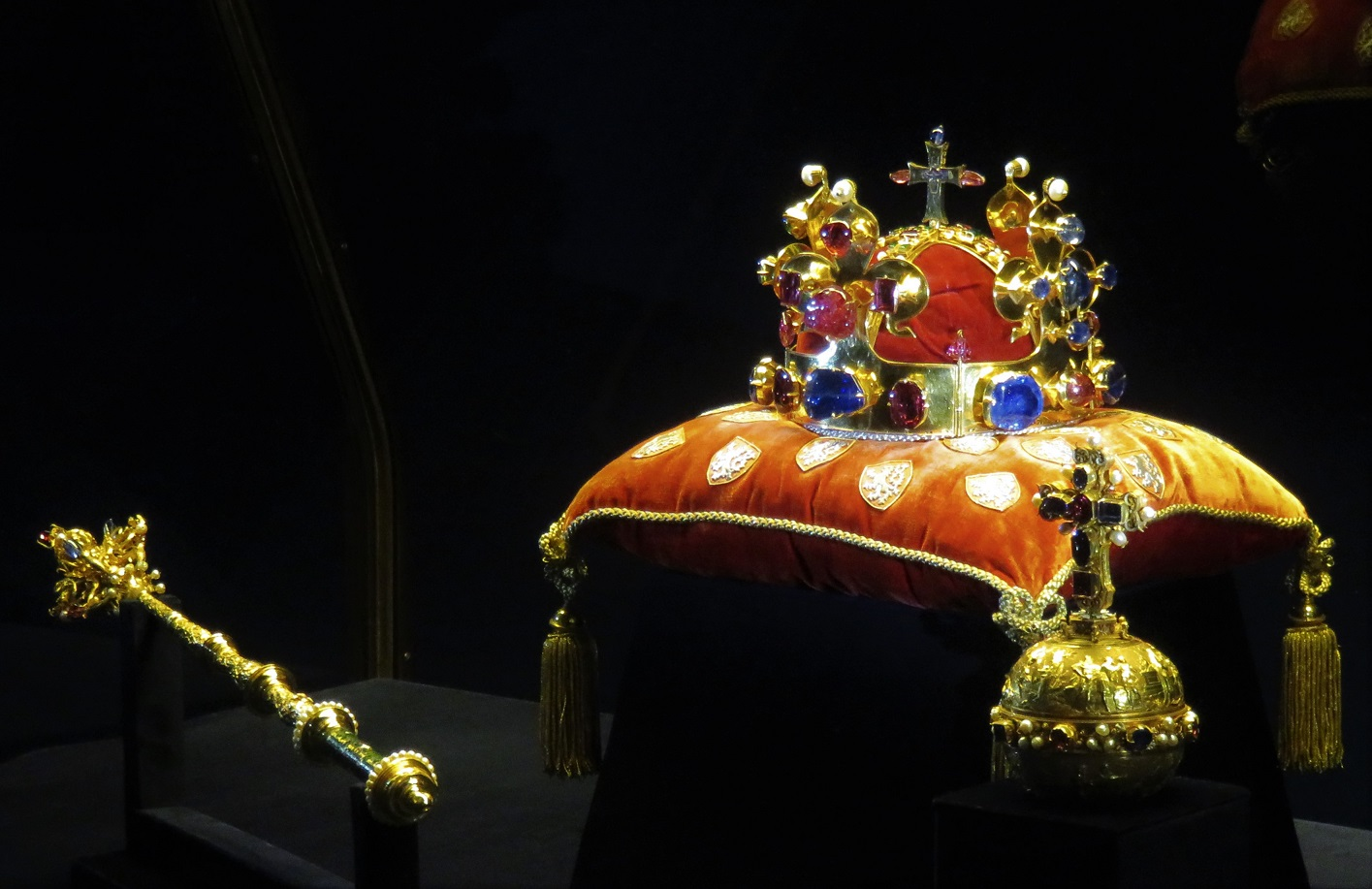
Чеські коронаційні клейноди

Кульмінацією церемонії було покладання корони Святого Вацлава на голову короля. Заступник верховного бургграфа вручав корону архієпископу, який благословляв її. Високий коморій надягав на голову короля спеціальну атласну шапку, яку підкладали під корону для церемонії коронації. Потім, за допомоги Високого бургграфа та двох допоміжних єпископів, архієпископ покладав корону на голову короля, й промовляв:
"Візьми цей вінець королівства в ім'я Отця, Сина і Святого Духа, під яким справжній божественний обранець і доблесний муж, проти всіх ворогів Церкви Христової, прав Королівством від Бога, даного тобі і твій Господь дав тобі печатку вічного блаженства, Викупитель і Спаситель Господній, Ісус, ім'я якого ти носиш на собі, радій безперестанку, що живеш і володарюєш з Богом і Святим Духом на віки віків. Амінь ".
Король сходив з трону і ставав на коліна, а потім його садили на спеціальний стілець, встановлений для цієї мети. Наприкінці коронації архієпископ виголошував проповідь. На завершення церемонії лунали залпи з гармат, і Свята Меса завершувалась урочистим «Te Deum».
У часи до Нового земського устрою (1627 р.), після «Te Deum» новому королю складали омаж. Пізніше церемонія омажа проводилася попереднього до коронації дня. Після Меси відбувалось читання Євангелія та виголошення королем «Вірую». Після цього король посвячував нових лицарів Святого Вацлава, найчастіше з лав заслужених військових, шляхти та пізніше чиновників.
Найдавніше з відомих посвячень лицарів Св. Вацлава відбулось 1297 року під час коронації Вацлава II, який висвятив у лицарі двісті сорок людей. У пізніші часи ця частина церемонії зберігалася з поваги до головного покровителя Чеської землі. Під час останньої королівської коронації 1836 року, король Фердинанд висвятив п'ятнадцять лицарів, семеро представників панств і вісім військових. Це були особи, запропоновані регіональною владою. Кожен з них ставав перед королем на одне коліно, а король з голим мечем св. Вацлав тричі торкався їх лівого плеча.
Закінчивши ці церемонії, король з короною на голові підходив до головного вівтаря, де ставав на коліна і за допомогою архієпископа жертвував підготовленими дарами (позолоченою та посрібленою таріллю хліба, двома бочками вина та золотими монетами, викарбуваними для коронації). Після жертви король повертався на престол і, коли коронація закінчилася, він відклав коронаційні клейноди. Архієпископ давав останнє благословення та сигнал для залпових гармат та биття дзвонів. Король знову брав кулю та скіпетр, атласну шапку та корону й отримував вітання від світських та духовних сановників.
Згодом королівська процесія вишикувалася ланцюжком і вирушала до королівського палацу на офіційний прийом на честь коронації. По дорозі з Собору вони розкидали за новим королем спеціально карбовані коронаційні монети на знак його щедрості й достатку.
Королівські коронації, як коронація короля, так і королеви (якщо вони відбувались окремо), завершувались коронаційним бенкетом, на який запрошувались члени королівської родини, вищі чиновники та іноземні гості. Місцем проведення коронаційного прийому був королівський палац.
У головній залі палацу ставили великий королівський стіл із балдахіном, а неподалік — стіл для коронних клейнодів. За королівським столом сиділи імператор (якщо він присутній), король, королева, архієпископ, папський нунцій, важливі посли та інші поважні гості. Навколо було дванадцять столів, по одному на кожну провінцію, керівник якої сидів на чолі кожного столу. За цими столами розсадка була більш-менш неважливою, але кожен сидів так, щоб не повертатися спиною до короля, тож один з коротших боків стола завжди залишався порожнім.
Після того, як з Собору в зал прибувала коронаційна процесія, король вирушав до кімнати, де його клейноди знімали та виносили до зали на призначений для цього стіл. Свято коронації розпочиналось і закінчувалось урочистою молитвою та церемоніальним миттям рук короля. Після бенкету коронні клейноди повертались до каплиці Святого Вацлава з урочистим супроводом найвищих сановників. Після того, як король йшов, свято закінчувалось, і гості розходились. Цим остаточно завершувалась церемоній коронації.
Король, окрім титулу Короля Богемії, міг носити також титули: маркграф Моравії, князь (воєвода) Сілезії, маркграф Верхньої та Нижньої Лужиці.
Королевою Богемії могла бути як дружина, так і мати короля.